# La Fortezza (fumetto)
La Fortezza (Donjon) è una serie a fumetti fantasy eroico creata da Joann Sfar e Lewis Trondheim e pubblicata dal 1998, oltre ai due autori si sono aggiunti numerosi altri disegnatori.
In Italia sono stati pubblicati tre numeri da Phoenix Enterprise e due da Magic Press, dal 2019 Bao Publishing inizia la pubblicazione prevista in 6 volumi. Secondo gli autori la saga dovrebbe comprendere un totale di 300 albi per essere completa.
La storia si svolge in tre epoche diverse. Le avventure e i personaggi presenti nella serie variano ma hanno sempre un collegamento con la fortezza del titolo.

## Epoche
La serie è divisa in:
- epoca L’Alba dei tempi (Potron-Minet): narra della costruzione della Fortezza; testi e sceneggiatura di Lewis Trondheim e Joann Sfar, disegni di Christophe Blain e Christophe Gaultier.
- epoca Zenit (Zenith): narra dell'apogeo della Fortezza; testi e sceneggiatura di Lewis Trondheim e Joann Sfar, disegni di Lewis Trondheim e Boulet.
- epoca Crepuscolo: narra del declino della Fortezza; testi e sceneggiatura di Lewis Trondheim e Joann Sfar, disegni di Joann Sfar e Kerascoët.
- Mostri della Fortezza (Donjon Monster): narra le avventure di un personaggio, anche secondario, in una qualsiasi delle tre epoche; questi albi sono solitamente disegnati da "ospiti".
- Parata alla Fortezza (Donjon Parade): avventure ambientate all'inizio dell'epoca Zenith, disegnate da Manu Larcenet.
- La Fortezza Bonus (Donjon Bonus): il gioco di ruolo della Fortezza e alcune versioni in bianco e nero.
- Le raconteur d'histoires: una serie di storie brevi apparse su "Le journal de Mickey" (il Topolino francese).
- Antipodes: due serie realizzate con Grégory Panaccione che narrano di eventi 10.000 anni nel passato e nel futuro.

## Albi pubblicati in Francia

### Potron-Minet
- -99 - La chemise de la nuit (ed. francese, novembre 1999)
- -98 - Un justicier dans l'ennui (ed. francese, aprile 2001)
- -97 - Une jeunesse qui s'enfuit (ed. francese, maggio 2003)
- -84 - Après la pluie (ed. francese, maggio 2006)
- -83 - Sans un bruit (disegni di Christophe Gaultier ed. francese, settembre 2008)
- -82 - Survivre aujourd'hui (disegni di Stéphane Oiry ed. francese, marzo 2022)

### Zenith
- 1 - Coeur de canard (Cuore d'anatra, ed. francese, marzo 1998)
- 2 - Le roi de la bagarre (Il re del casino, ed. francese, ottobre 1998)
- 3 - La princesse des barbares (La principessa dei barbari, ed. francese, febbraio 2000)
- 4 - Sortilège et avatar (ed. francese, febbraio 2002)
- 5 - Un mariage à part (ed. francese, giugno 2006)
- 6 - Retour en fanfare (disegni di Boulet, ed. francese, novembre 2007)
- 7 - Hors des remparts (disegni di Boulet, ed. francese, gennaio 2020)
- 8 - En sa mémoire (disegni di Boulet, ed. francese, novembre 2020)
- 9 - Larmes et brouillard (disegni di Boulet, ed. francese, novembre 2022)
- 10 - Formule incantatoire (disegni di Boulet, ed. francese, aprile 2023)

### Crépuscule
- 101 - Le cimitière des dragons (Il cimitero dei draghi, ed. francese, aprile 1999)
- 102 - Le volcan des Vaucanson (Il vulcano dei Vaucanson, ed. francese, marzo 2001)
- 103 - Armageddon (ed. francese, aprile 2002)
- 104 - Le dojo du lagon (ed. francese, giugno 2005)
- 105 - Les Nouveaux centurions (ed. francese, ottobre 2006)
- 106 - Révolutions (ed. francese, giugno 2009)
- 110 - Haut Septentrion (disegni di Alfred, marzo 2014)
- 111 - La Fin du donjon (disegni di Mazan, marzo 2014)
- 112 - Pourfendeurs de démons (disegni di Obion, giugno 2021)

### Donjon monster
- 1 - Jean-Jean la terreur (disegni di Mazan, ed. francese, maggio 2001)
- 2 - Le géant qui pleure (disegni di Jean-Cristophe Menu, ed. francese, ottobre 2001)
- 3 - La carte majeure (disegni di Andreas, ed. francese, dicembre 2002)
- 4 - Le noir seigneur (disegni di Blanquet, ed. francese, giugno 2003)
- 5 - La nuit du tombeur (disegni di Jean-Emmanuel Vermot Desroches, ed. francese, febbraio 2003)
- 6 - Du ramdam chez les brasseurs (disegni di Yoann, ed. francese, aprile 2003)
- 7 - Mon fils le tueur (disegni di Blutch, ed. francese, settembre 2003)
- 8 - Crève coeur (disegni di Carlos Nine, ed. francese, gennaio 2004)
- 9 - Les Profondeurs (disegni di Killofer, ed. francese, agosto 2004)
- 10 - Des Soldat d'honneur (disegni di Frédéric Bézian, ed. francese, gennaio 2006)
- 11 - Le grand animateur (disegni di Stanislas, ed. francese, settembre 2007)
- 12 - Le grimoire de l'inventeur (disegni di Nicolas Keramidas, ed. francese, gennaio 2008)
- 13 - Réveille-toi et meurs (disegni di David B., novembre 2020)
- 14 - La Bière supérieure (disegni di Bastien Quignon, ottobre 2021)
- 15 - Les Poupoutpapilloneurs (disegni di Juanungo, maggio 2022)
- 16 - Quelque part ailleurs (disegni di Guy Delisle, ottobre 2022)
- 17 - Un héritage trompeur (disegni di Bertrand Gatignol, aprile 2023)
- 18 - Noces de fleurs (disegni di Aude Picault, maggio 2024)

### Donjon parade
- 1 - Un donjon de trop (disegni di Manu Larcenet, ed. francese, settembre 2000)
- 2 - Le sage du ghetto (disegni di Manu Larcenet, ed. francese, settembre 2001)
- 3 - Le jour des crapauds (disegni di Manu Larcenet, ed. francese, aprile 2002)
- 4 - Des fleurs et des marmots (disegni di Manu Larcenet, ed. francese, novembre 2004)
- 5 - Technique Grogro (disegni di Manu Larcenet, ed. francese, giugno 2007)
- 6 - Garderie pour petiots (disegni di Alexis Nesme, ed. francese, gennaio 2021)

### Donjon bonus
- 1 - Clefs en main (gioco di ruolo, disegni di Sfar e Trondheim, testi di Arnaud Moragues, ed. francese, ottobre 2001)
- 2 - Mon fils le tueur (disegni di Blutch, versione bianco e nero, ed. francese, luglio 2004)
- 3 - Des soldats d'honneur (disegni di Bézian, ed. francese, maggio 2006)
- 4 - Fortissimo (disegni di Manu Larcenet, versione tascabile dei 5 parade, ed. francese, settembre 2006)
- 5 - Après la pluie (disegni di Christophe Blain, versione bianco e nero, ed. francese, dicembre 2006)

Donjon Antipodes -
- -10000 - L'Armée du crâne (disegni di Grégory Panaccione, gennaio 2020)
- -9999 - L'Inquisiteur mégalomane (disegni di Grégory Panaccione, marzo 2021)

Donjon Antipodes +
- 10000 - Rubéus Khan (disegni di Vince, settembre 2020)
- 10001 - Le Coffre aux âmes (disegni di Vince, gennaio 2022
- 10002 - Changement de programme (disegni di Vince, ottobre 2023)

## Volumi pubblicati in Italia
La Fortezza 1 - Zenit, 2019 ISBN 978-88-3273-244-3
- 1: Zenit - Un papero di cuore
- 2: Zenit - Nella pugna con ardore
- 3: Zenit - Una principessa da sposare
- 4: Zenit - Sortilegio a ingannare
- 5: Zenit - Questo matrimonio s'ha da fare
- 6: Zenit - Di ritorni e di fanfare

La Fortezza 2 - Crepuscolo/Mostri della Fortezza, 2020 ISBN 978-88-3273-335-8
- 101: Crepuscolo - Il cimitero dei dragoni
- 102: Crepuscolo - Di vulcani ed eruzioni
- 103: Crepuscolo - Dell'apocalisse i doni
- 103: Mostri della Fortezza - La carta maggiore
- 103: Mostri della Fortezza - II nero signore

La Fortezza 3 - Alba dei tempi/Mostri della Fortezza, 2021 ISBN 978-88-3273-585-7
- -99: Alba dei tempi - La Camicia della notte
- -98: Alba dei tempi - Un giustiziere che fa a botte
- -97: Mostri della Fortezza - La notte del seduttore
- -97: Alba dei tempi - Gioventù malridotte
- -90: Mostri della Fortezza - Mio figlio l'uccisore
- -85: Mostri della Fortezza - Crepacuore
- -84: Alba dei tempi - Piogge interrotte
- -83: Alba dei tempi - Un silenzio che inghiotte

La Fortezza 4 - Mostri della Fortezza, 2022
- -400: II grande animatore
- -4: Jean-Jean il terrore
- tra 3 e 4: Il gigante che piange per ore
- 6: II grimorio dell'inventore
- 40: Per la birra un gran clamore
- 75: Abissi di dolore
- 95: Soldati d'onore

La Fortezza 5 - Crepusculo, 2022
- 104: Tra laghi e nuove generazioni
- 105: I nuovi centurioni
- 106: Rivoluzioni
- 110: Alti settentrioni
- 111: La fine della Fortezza e dei suoi bastioni

La Fortezza 6 - Parata alla Fortezza, 2022
- 1: Una Fortezza di troppo
- 2: Nel ghetto qualche intoppo
- 3: Se qualche rospo non accoppo
- 4: Di fiori e marmocchi un inghippo
- 5: Viene anche Grogro, purtroppo

A partire dal 2025 saranno pubblicati nuovi volumi con gli albi francesi pubblicati dal 2019 in poi.